# تيودور هويس
تيودور هيوس (بالألمانية: Theodor Heuss)‏ (31 يناير 1884 - 12 ديسمبر 1963) كان سياسياً ألمانياً وأول رئيس لجمهورية ألمانيا الاتحادية.

## سيرة حياته
ولد في براكينهايم قرب هيلبرون ودرس تاريخ الفن في ميونيخ وبرلين وحاز على الدكتوراه عام 1905 في ميونيخ، تزوج عام 1908 ورُزق بابن.
بعد اكمال دراسته عمل كصفي سياسي في مجلة «الاستغاثة» في برلين من 1905 إلى 1912 ومن 1912 إلى 1918 كمحرر في رئاسة جريدة «ناكار» في هيلبرون، في برلين عمل كمحرر لجريدة اسبوعية «السياسات الألمانية».
التحق بحزب الشعب التقدمي عام 1910 حتى عام 1918 وعضواً في «الحزب الديمقراطي الألماني» -الوريث لحزب الشعب التقدمي_
بين عامي 1923 و1926 حرر مجلة «الامة الألمانية», وأصبح نائباً في الرايخستاج من 1924 إلى 1928 ومن 1930 إلى 1933.
في عام 1933 مع أعضاء حزبه قام بالتصويت لقانون التمكين خلافاً لارائه الشخصية ونزولاً عند رغبة الحزب وهو ما أعطى السلطة المطلقة ل ادولف هتلر، مع العمل بسياسة الحزب الواحد ترك البرلمان وعاد لحياته الخاصة، ولكنه كان دائم اللقاء بالليبراليين بهدف مقاومة النظام ولكنه لم يكن مقاوماً فعالاً.
بعد الحرب العالمية الثانية أصبح وزيراً للثقافة في بادن-وترمبيرغ، من 1946 إلى 1947 درس التاريخ في معهد التكنولوجيا في شتوتغارت وشارك في تأسيس الحزب الديمقراطي الألماني المسمى حالياً ب«الحزب الديمقراطي الحر الألماني» فرع ولاية بادن-وترمبيرغ أصبح عضواً في برلمان الولاية من 1946 إلى 1949, في 1948 أصبح بروفيسوراً شرفياً في معهد شتوتغارت وهو أعلى لقب في ألمانيا، وفي ديسمبر من نفس العام أصبح رئيساً لأقسام ألمانيا الغربية وبرلين للحزب الحديث التأسيس «الحزب الديمقراطي الر الألماني» وايد توحد ليبراليي اليمين مع ليبراليي اليسار لتجنب ما حدث أيام حكومة فايمار، ثم أصبح عضواً في البرلمان.
عام 1949 انتخب كأول رئيس منتخب لالمانيا منذ الرئيس بول فون هايندنبيرغ، وانتخب ثانية عام 1954.
توفي تيودور هويس في منزله بمدينة شتوتغارت، جنوبي ألمانيا، عام 1963 وكان ذلك قبل بلوغه سن الثمانين عاما بسبعة أسابيع.

## روابط خارجية
- تيودور هويس على موقع IMDb (الإنجليزية)
- تيودور هويس على موقع الموسوعة البريطانية (الإنجليزية)
- تيودور هويس على موقع مونزينجر (الألمانية)
- تيودور هويس على موقع ميوزك برينز (الإنجليزية)
- تيودور هويس على موقع إن إن دي بي (الإنجليزية)